# Brie-sous-Matha
Brie-sous-Matha là một xã trong tỉnh Charente-Maritime Charente-Maritime trong vùng Nouvelle-Aquitaine, tây nam nước Pháp. Xã Brie-sous-Matha nằm ở khu vực có độ cao trung bình 48 mét trên mực nước biển.